# Adtranz-Pafawag 113E
Adtranz-Pafawag 113E (polska seria EU11; włoska seria E405) – lokomotywa elektryczna wyprodukowana w zakładach Adtranz-Pafawag w liczbie 42 sztuk. Lokomotywy zostały zamówione przez PKP, jednak z powodów finansowych nie zostały odebrane. Ostatecznie lokomotywy zostały zakupione przez koleje włoskie.

## Eksploatacja

### Polska
W połowie 1997 roku polskie koleje podpisały zamówienie na 42 elektrowozy jednosystemowe. Pierwsza lokomotywa była testowana na torze doświadczalnym w Żmigrodzie. Brak środków finansowych oraz niepowodzenie w pozyskaniu leasingodawcy spowodowały wycofanie zamówienia. W czerwcu 2002 roku zostały sprzedane przez producenta kolejom włoskim.

### Włochy
Jazdy testowe we Włoszech lokomotyw oznakowanych jako seria E405 zostały przeprowadzone w ostatnim kwartale 2003 roku. Elektrowozy wykorzystywane są do prowadzenia pasażerskich pociągów ekspresowych oraz towarowych. Kursują na górskich liniach kolejowych w północnych Włoszech. Jedna z lokomotyw została skasowana w konsekwencji wypadku w pobliżu stacji Borghotto w grudniu 2006 roku.

## Konstrukcja
Elektrowozy EU11 zostały zaprojektowane do prowadzenia szybkich pociągów ekspresowych oraz ciężkich pociągów towarowych. Projekt elektrowozu został opracowany w czterech ośrodkach w Szwajcarii, Niemczech i Polsce. Urządzenia przedziału maszynowego zamontowano wzdłuż ścian bocznych przy zachowaniu przejścia o szerokości 60 centymetrów. Przedział maszynowy wykonany został jako konstrukcja modułowa. Obwód główny został zabezpieczony wyłącznikiem szybkim Sécheron. Obwody przekształtników mają dławiki filtrujące. Przekształtniki posiadają napięciowe obwody pośrednie z dwustronnymi zaworami prądowymi składającymi się z dwóch tyrystor GTO oraz diod gaszących. Pary silników trakcyjnych połączone równolegle są zasilane jednym przekształtnikiem. Stanowisko maszynisty zlokalizowano po lewej stronie. Ściany boczne lokomotywy wykonano z blachy nieryflowanej.